# 瑪雅·瑞菲可
瑪雅·瑞菲可·维凯拉 (Maia Reficco Viqueira，2000年7月14日—）是一位阿根廷裔美国女演員和歌手。因在尼克儿童频道拉丁美洲原创剧集《凯莉的混搭》和恐怖惊悚剧《美少女的謊言：原罪》（《美少女的謊言》的衍生剧）中的角色而闻名。

## 早期生活
出生于马麻薩諸塞州波士顿，六岁时随阿根廷裔家庭搬到阿根廷布宜诺斯艾利斯。她的母亲凯蒂·维凯拉 (Katie Viqueira) 是一名歌手和声乐老师，也是她自己的声乐艺术中心的主任，她的父亲埃泽奎尔·雷菲科 (Ezequiel Reficco) 是波哥大洛斯安第斯大学的教授。有一个弟弟华金·雷菲科·瑞菲可 (Joaquín Refico Viqueira)，他也是一名歌手。15 岁时，她前往洛杉矶，与克劳迪娅·布兰特 (Claudia Brant) 住在一起，在那里她有机会向爱莉安娜·格兰德 (Ariana Grande)、卡蜜拉·卡貝優 (Camila Cabello) 和尚恩·曼德斯 (Shawn Mendes) 等艺术家的声乐教练埃里克·维特罗 (Eric Vetro) 学习声乐。 她还参加了波士顿伯克利音乐学院为期五周的课程，她在课程中表现出色，获得了奖学金。

## 作品
| 年份      | 中文名             | 作品                              | 角色         |
| --------- | ------------------ | --------------------------------- | ------------ |
| 2017–2019 | 凯莉的混搭         | Kally's Mashup                    | 凯莉·庞塞    |
| 2019      | 俱乐部 57          | Club 57                           | 凯莉·庞塞    |
| 2022–2024 | 美少女的謊言：原罪 | Pretty Little Liars: Original Sin | 诺亚奥利瓦尔 |
| 2022      | 復仇好閨蜜         | Do Revenge                        | 孟塔娜       |